# Stadio Quercia
Das Stadio Quercia ist ein Fußballstadion mit achtspuriger Leichtathletikanlage in der norditalienischen Stadt Rovereto im Trentino, das für die Heimspiele des Fußballclubs FC Rovereto genutzt wird. Darüber hinaus werden dort weitere Sportveranstaltungen ausgetragen. Jährlich organisiert der Sportverein US Quercia Rovereto das internationale Leichtathletikmeeting Palio Città della Quercia im Stadion sowie den Crosslauf Cross della Vallagarina in der Nachbargemeinde Villa Lagarina.

## Charakteristika
Die Anlage liegt unmittelbar an der Brennerstaatsstraße etwa 700 m nördlich vom Bahnhof Rovereto der Brennerbahn entfernt und beherbergt zwei Längstribünen, von denen die Haupttribüne überdacht ist. Diese ist für die Fans des FC Rovereto vorgesehen, während die Gegengerade für die Gästefans reserviert ist. Insgesamt bieten sich 3.519 Plätze. In der Haupttribüne befinden sich  die Servicebereiche wie die Umkleidekabinen, Toiletten für die Besucher sowie Bars. Des Weiteren verfügt es über ein Fitnessstudio (16 × 9,60 m). Die Leichtathletikanlage wurde 2009 erneuert und ist mit doppelter Weitsprunganlage sowie Hoch- und Stabhochsprunganlage ausgestattet. Direkt hinter der Nordkurve befindet sich ein Trainingsplatz mit den Maßen 90 × 45 m, welcher mit Kunstrasen belegt ist. Zudem besitzt die Spielstätte eine Flutlichtanlage mit maximal 1.300 Lux Beleuchtungsstärke.